# 의사 재판

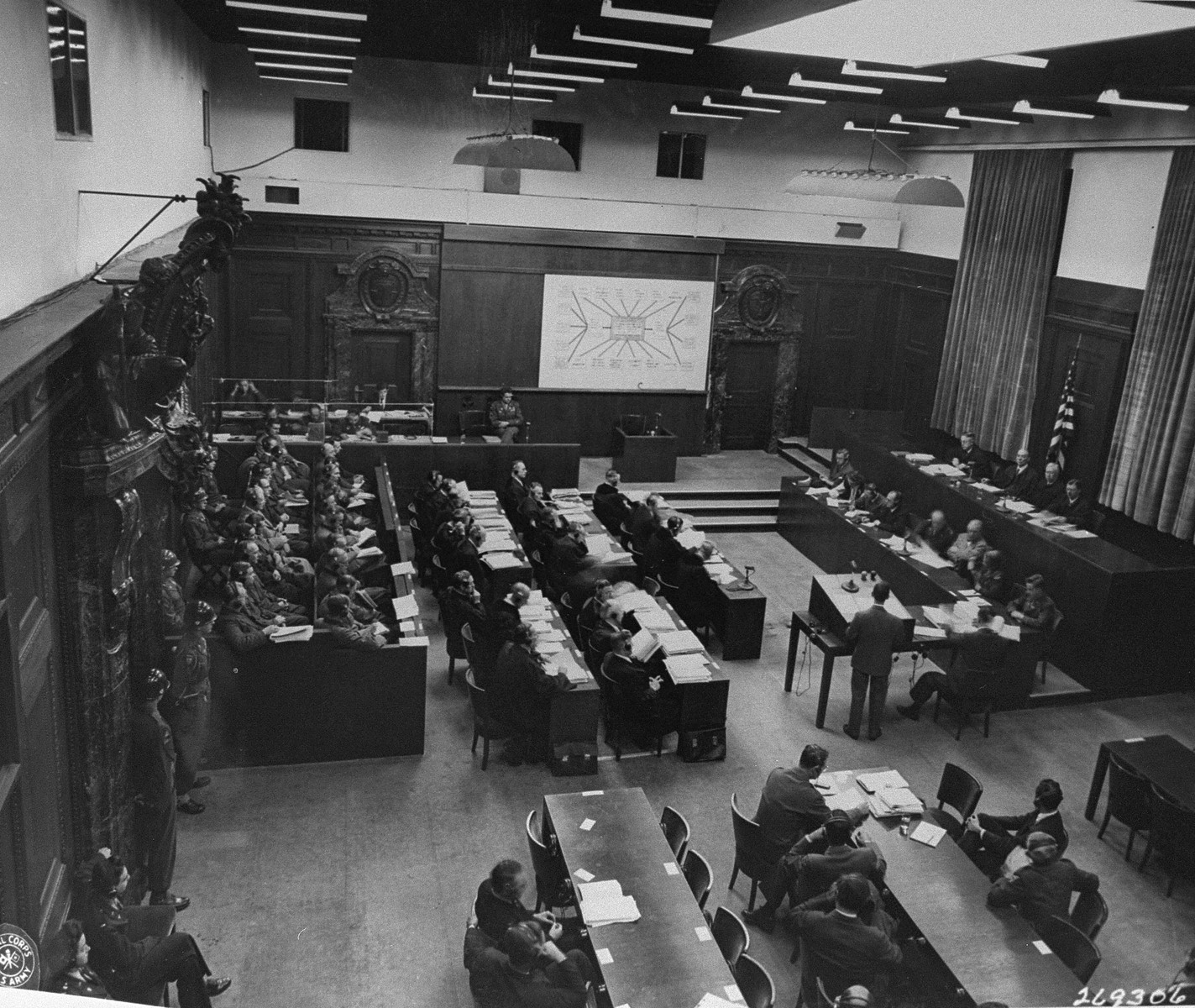
1946년 12월 12일 공판정

의사 재판(醫師裁判, 영어: Doctors' trial)은 제2차 세계 대전이 끝난 후 미국 당국이 독일 뉘른베르크의 점령지에서 개최한 독일 고위 관료 및 산업가 전쟁범죄에 대한 12개의 재판 중 첫 번째 재판이다. 이 재판들은 국제군사재판 이전이 아니라 미국 군사법원 이전에 열렸으나, 사법궁전의 같은 방에서 이루어졌다. 이 재판들은 총칭하여 후속 뉘른베르크 재판, 공식적으로는 뉘른베르크 군사재판 이전의 전범 재판(NMT)이라고 한다.
피고인 23명 중 20명은 의사였으며, 안락사라는 미명 하에 나치의 인체실험과 집단살해에 관여한 혐의로 기소되었다. 1946년 10월 25일 공소가 제기되었고, 재판은 그해 12월 9일부터 1947년 8월 20일까지 진행되었다. 피고인 23명 중 7명은 무죄, 7명은 사형을 선고받았고, 나머지는 10년에서 종신형에 이르는 징역형을 선고받았다. 다만 유죄가 확정된 피고들은 대부분 1950년대에 석방되었다.  

## 기소 내용
1. 내용 제2와 제3에 후술된 전쟁범죄 및 인도에 반한 죄를 저지르기 위한 음모죄.
2. 전쟁범죄: 피험자의 동의 없이 전쟁포로 및 점령국의 민간인들을 상대로 의학실험을 자행한 죄. 실험의 과정에서 피고인들은 모살, 잔학, 잔인, 고문, 참혹, 비인간적 행위들을 저질렀음. 또한 안락사 계획의 일환으로 전쟁포로 및 점령국의 민간인에게 노령, 광기, 불치병, 기형 등의 핑계를 내세워 독가스, 주사약을 비롯한 다양한 수단으로 요양원, 병원, 정신병동에서 그들을 상대로 한 대량살인을 계획하고 수행한 죄. 강제수용소 수용자들에 대한 대량살인에 참여한 죄.
3. 인도에 반한 죄: 내용 제2에 상술된 죄를 독일 민족에게도 저지른 죄.
4. 범죄조직 SS의 일원인 죄.[1]

## 피고인 목록
| 성명                     | 사진 | 역할 | 기소 내용 | 기소 내용 | 기소 내용 | 기소 내용 | 양형                                               |
|                          |      | | 1         | 2         | 3         | 4         |                                                    |
| ------------------------ | ---- | --- | --------- | --------- | --------- | --------- | -------------------------------------------------- |
| 헤르만 베커프라이젱      |      | 공군 군의관대위(Stabsarzt). 공군항공의료부서의 장. | I         | G         | G         |           | 20년형. 10년형으로 감형. 1952년 석방. 1961년 사망. |
| 빌헬름 바이글뵈크        |      | 공군 고문의사. | I         | G         | G         |           | 15년형. 10년형으로 감형. 1951년 석방. 1963년 사망. |
| 쿠르트 블로메            |      | 국가보건지도자(Reichsgesundheitsführer) 대리. 국가연구평의회 암연구 전권대사. | I         | I         | I         |           | 무혐의 석방. 1969년 사망                           |
| 빅토어 브라크            |      | 친위대 상급지도자 겸 무장친위대 돌격대지도자. NSDAP 총통수상부 상급직무지휘자(Oberdienstleiter).                                                                                        | I         | G         | G         | G         | 사형                                               |
| 카를 브란트              |      | 친위대 집단지도자 겸 무장친위대 중장. 아돌프 히틀러의 개인주치의. 보건공중위생 국가판무관(Reichskommissar für Sanitäts und Gesundheitswesen). 국가연구평의회 평의원.                    | I         | G         | G         | G         | 사형. 사형 집행전에 상당한 구타를 당함.            |
| 루돌프 브란트            |      | 일반친위대 연대지도자. SS국가지도자 하인리히 힘러의 개인보고자(Persönlicher Referent). 국가내무부 각료청장 겸 고문.                                                                     | I         | G         | G         | G         | 사형                                               |
| 프리츠 피셔              |      | 무장친위대 돌격대지도자. 피고 게프하르트의 호에늘리헨 병원 시절 보조의. | I         | G         | G         | G         | 종신형. 15년형으로 감형. 1954년 석방. 2003년 사망. |
| 카를 게프하르트          |      | 친위대 집단지도자 겸 무장친위대 중장. SS국가지도자 하인리히 힘러의 개인주치의. SS 및 경찰 상급임상의 국가의사(Oberster Kliniker, Reichsarzt SS und Polizei). 독일적십자사 총재          | I         | G         | G         | G         | 사형. 사형 집행전에 상당한 구타를 당함.            |
| 카를 겐츠켄              |      | 친위대 집단지도자 겸 무장친위대 중장. 무장친위대 위생청 청장(Chef des Sanitätsamts der Waffen SS)                                                                                       | I         | G         | G         | G         | 종신형. 20년형으로 감형. 1954년 석방. 1957년 사망. |
| 지크프리트 한들로저      |      | 육군 상급군의관대장. 육군위생총감(Heeressanitätsinspekteur). 국방군위생사무장(Chef des Wehrmachtsanitätswesens)                                                                         | I         | G         | G         |           | 종신형. 20년형으로 감형. 1954년 석방. 1954년 사망. |
| 발데마르 호펜            |      | 무장친위대 최고돌격지도자. 부헨발트 강제 수용소 수석의사. | I         | G         | G         | G         | 사형                                               |
| 요아힘 므루고프스키      |      | 무장친위대 집단지도자. SS 및 경찰 최상급위생학자 국가의사(Oberster Hygieniker, Reichsarzt SS und Polizei). 무장친위대 위생연구소장(Chef des Hygienischen Institutes der Waffen SS)      | I         | G         | G         | G         | 사형                                               |
| 헤르타 오버호이저        |      | 라벤스브뤼크 강제수용소 의사. 피고 게프하르트의 호에늘리헨 병원 시절 보조의. | I         | G         | G         |           | 20년형. 10년으로 감형. 1952년 석방. 1978년 사망.   |
| 아돌프 포코르니          |      | 의사. 피부과 및 성병 전문가. | I         | I         | I         |           | 무혐의 석방                                        |
| 헬무트 포펜디크          |      | 친위대 상급지도자. SS 및 경찰 국가의사 개인참모장(Chef des Persönlichen Stabes des Reichsarztes SS und Polizei)                                                                         | I         | I         | I         | G         | 10년형. 1951년 석방. 1994년 사망.                  |
| 한스볼프강 롬베르크      |      | 독일 항공시험연구소 항공의학부 소속 의사. | I         | I         | I         |           | 무혐의 석방. 1981년 사망.                          |
| 게르하르트 로제          |      | 공군 군의관소장. 로베르트 코흐 연구소 교수. 공군 의학부서장 열대의학 분야 위생고문. | I         | G         | G         |           | 종신형. 20년형으로 감형. 1955년 석방. 1992년 사망. |
| 파울 로슈토크            |      | 베를린 외과의원 수석외과의. 육군 외과고문. 피고 카를 브란트(보건위생국가판무관) 밑에서 의약학연구근무청장(Amtschef der Dienststelle Medizinische Wissenschaft und Forschung)으로 근무.  | I         | I         | I         |           | 무혐의 석방. 1956년 사망.                          |
| 지크프리트 루프          |      | 공군 군의관중위. 독일 항공시험연구소 항공의학부장. 1989년까지 항공 분야에서 연구와 출판 계속.                                                                                           | I         | I         | I         |           | 무혐의 석방. 1989년 사망.                          |
| 콘라트 셰퍼              |      | 베를린 항공의학연구소 근무 의사. | I         | I         | I         |           | 무혐의 석방.                                       |
| 오스카르 슈뢰더          |      | 상급군의관대장. 공군 건강위생총감 참모장(Chef des Stabes, Inspekteur des Luftwaffe-Sanitätswesens). 공군 건강위생장(Chef des Sanitätswesens der Luftwaffe)                              | I         | G         | G         |           | 종신형. 15년으로 감형. 1954년 석방. 1958년 사망.   |
| 볼프람 지페르스          |      | 친위대 연대지도자. 독일유산학술협회 국가관리관. 독일유산학술협회 산하 군사학계획탐구연구소(Institut für Wehrwissenschaftliche Zweckforschung) 이사관. 국가연구평의회 경영이사회 부의장. | I         | G         | G         | G         | 사형                                               |
| 게오르크 아우구스트 벨츠 |      | 공군 군의관중령. 뮌헨 항공의학연구소장. | I         | I         | I         |           | 무혐의 석방. 1963년 사망.                          |

I — 기소됨   G — 기소되었고 유죄 확정
사형을 선고받은 피고들은 모두 1948년 6월 2일 바이에른 란츠베르크 교도소에서 군인신분을 가진 자들과 그렇지 않은 나머지들 전원 교수형에 처해졌다.

## 같이 보기
- 헬싱키 선언
- 의료윤리학
- 뉘른베르크 강령
- 뉘른베르크 국제군사재판